# Orthomorpha javanica
Orthomorpha javanica är en mångfotingart. Orthomorpha javanica ingår i släktet Orthomorpha och familjen orangeridubbelfotingar. Inga underarter finns listade i Catalogue of Life.